# اشلبرون
اشلبرون (به آلمانی: Eschelbronn) یک منطقهٔ مسکونی در آلمان است که در راین-نکار-کرایس واقع شده‌است. اشلبرون ۲٬۵۷۴ نفر جمعیت دارد.